# Deutsches Spionagemuseum
Das Deutsche Spionagemuseum (auch: German Spy Museum Berlin) ist ein privates Museum im Berliner Ortsteil Mitte, das am 19. September 2015 zunächst als Spy Museum Berlin eröffnet wurde. Es befindet sich im Gebäude Leipziger Platz 9, direkt am U-Bahnhof Potsdamer Platz. Das Museum zeigt in einer interaktiven und multimedialen Ausstellung die Geschichte der Spionage und der Nachrichtendienste weltweit. Besondere Schwerpunkte bilden die Geschichte der Spionage in Berlin während des Kalten Krieges sowie die aktuellen Entwicklungen der Gegenwart.

## Dauerausstellung

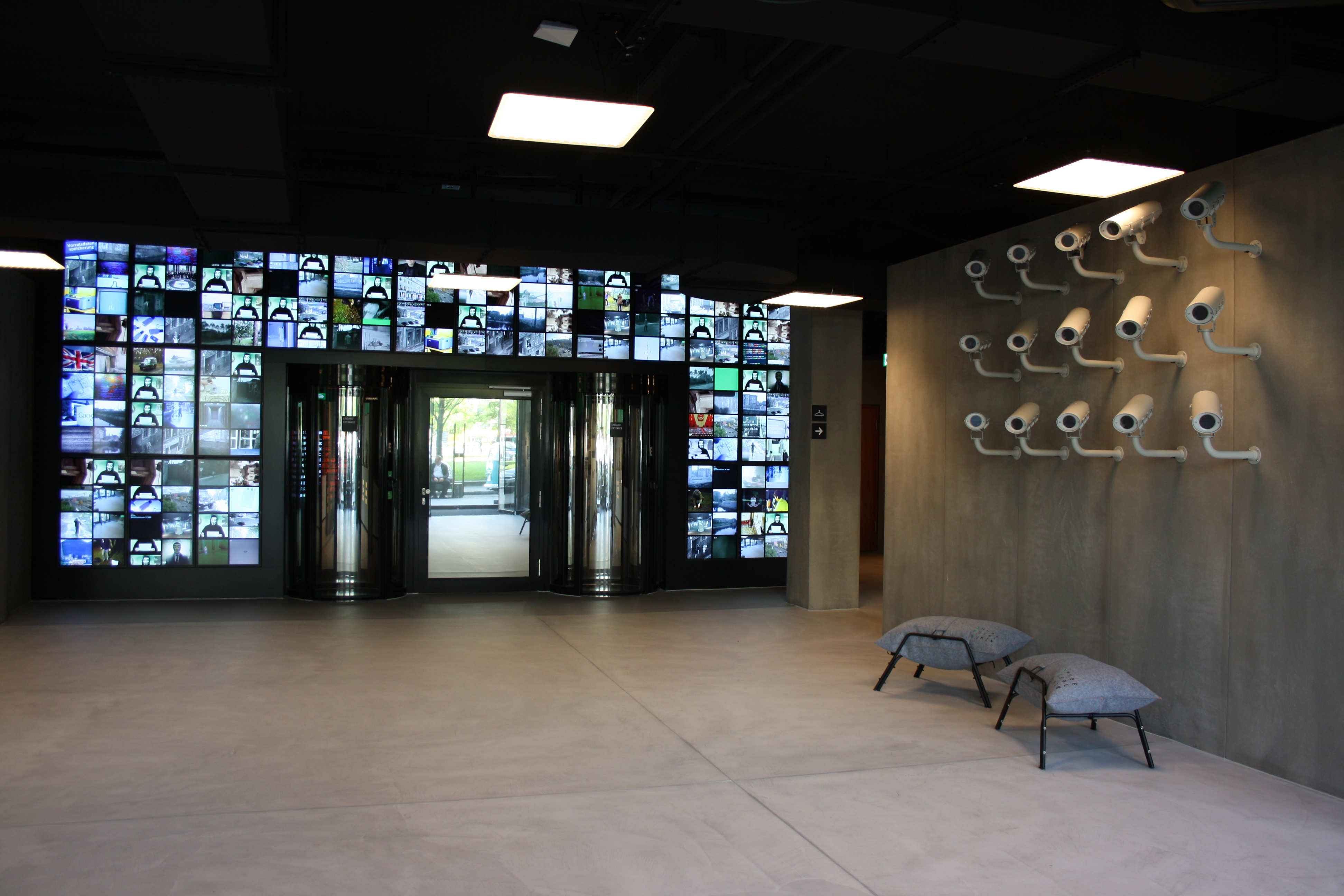
Spywatch

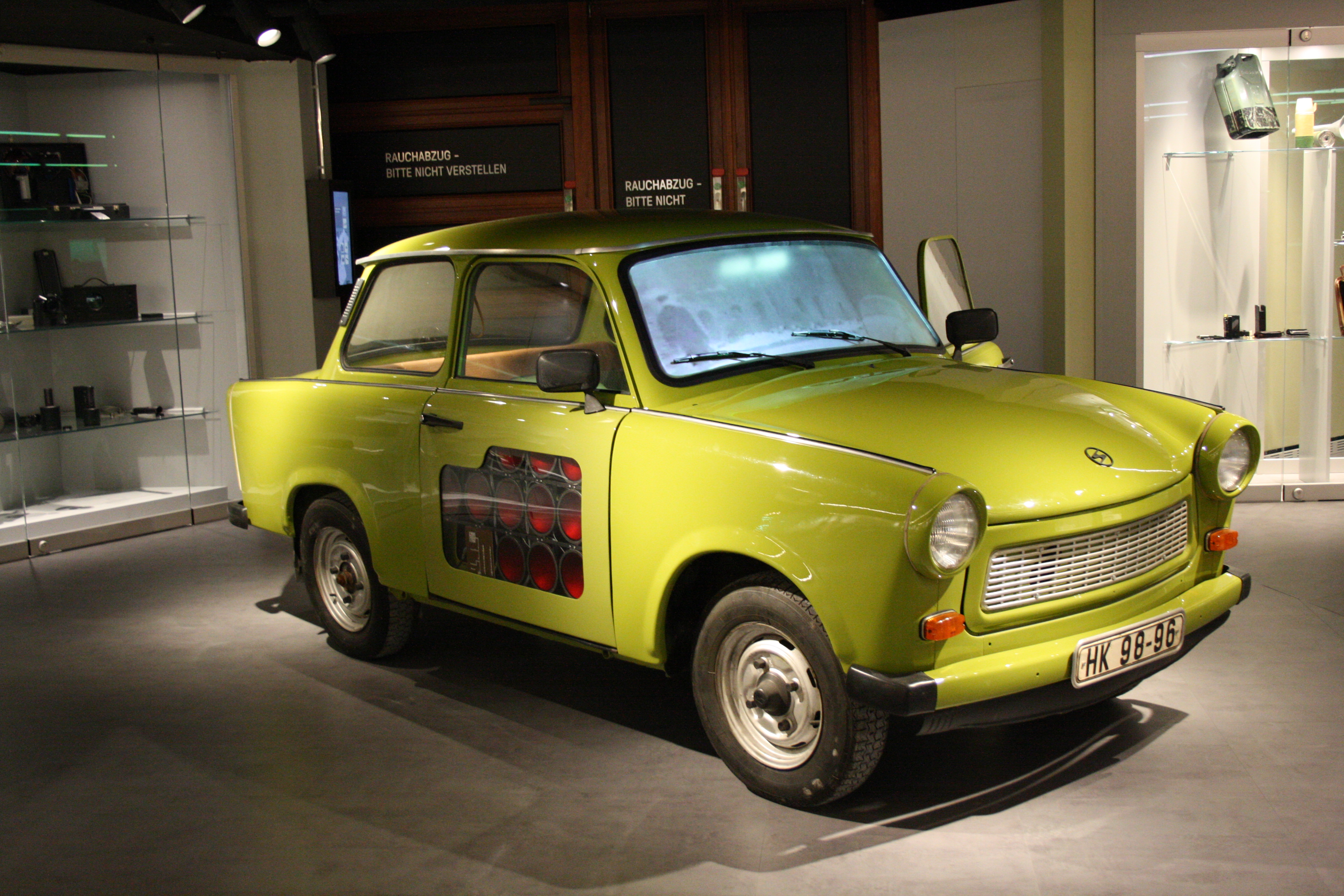
Observations-Trabant

Modell eines Agentenaustauschs auf der Glienicker Brücke

Laserparcours

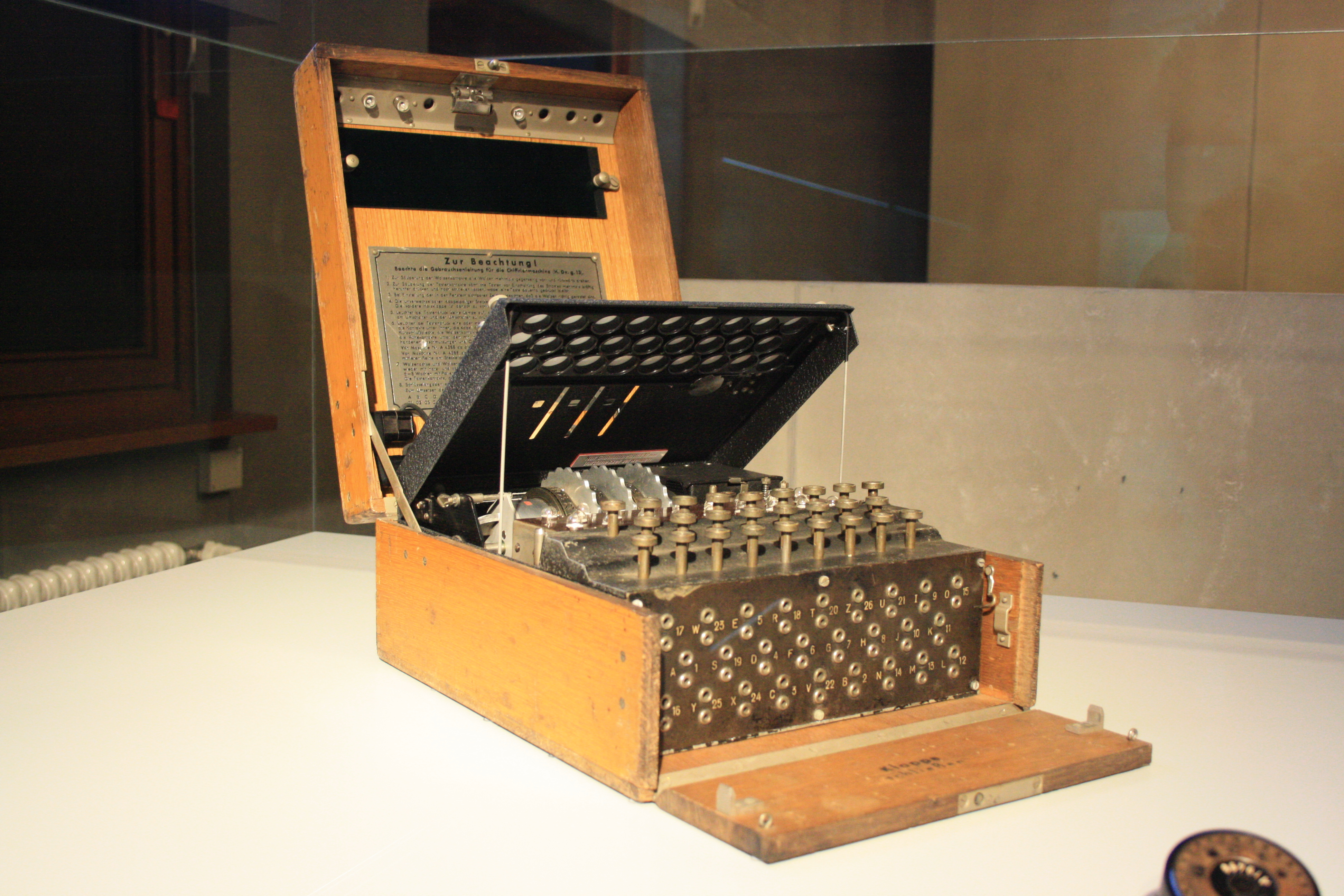
Enigma (Chiffriermaschine)

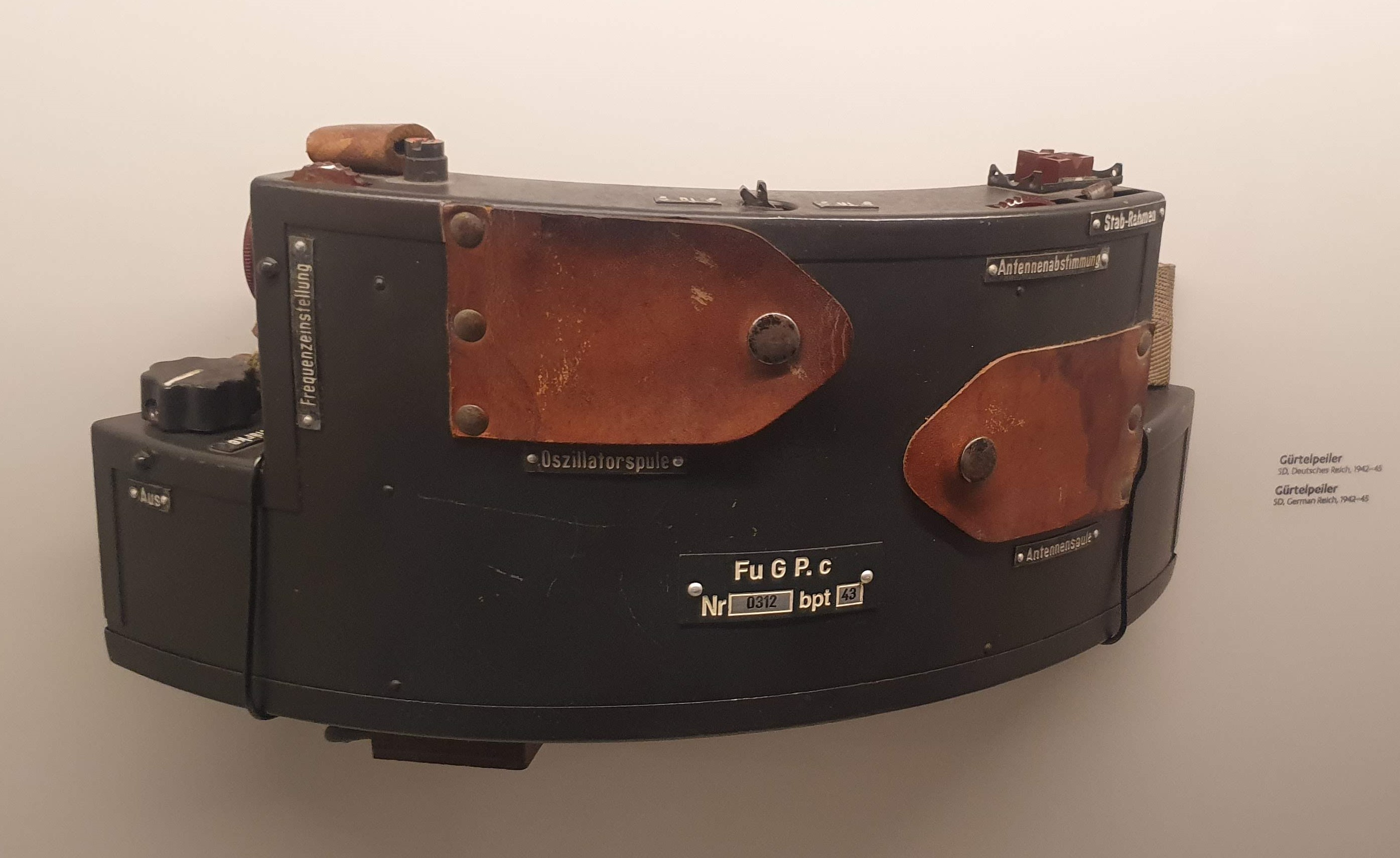
Gürtelpeiler (Ser.‑Nr.: 0312, Fert.‑Kz.: bpt, 1943)

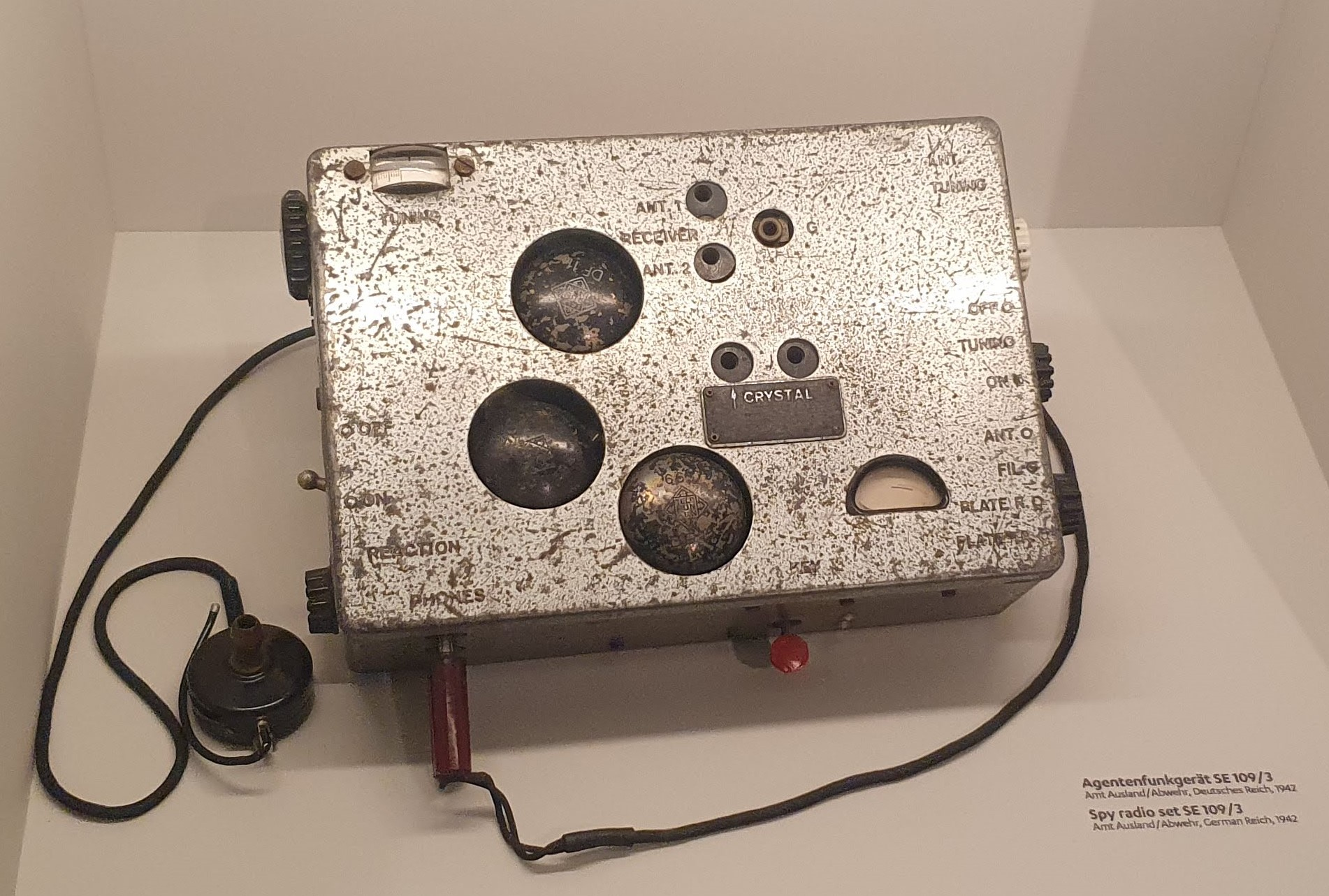
Agentenfunkgerät SE 109/3

Auf rund dreitausend Quadratmetern zeigt das Museum mehr als fünfhundert Exponate aus dem eigenen, mehr als 1200 Sammlungsstücke umfassenden Bestand, sowie Leihgaben. Zu den Exponaten gehören beispielsweise zwei originale Enigma-Chiffriermaschinen, seltene CIA- und KGB-Spionagekameras sowie Requisiten aus James-Bond-Filmen. Die Ausstellungsstücke sind größtenteils original und werden durch Nachbildungen ergänzt. Die Präsentation der Exponate wird von multimedialen Installationen unterstützt. Die meisten Exponate sind über Touchscreens 360° erfahrbar und bei einem Großteil der Ausstellungsvitrinen werden transparente, mit Informationen bespielte Flüssigkristallanzeigen eingesetzt. Zusätzlich bieten interaktive Stationen den Besuchern die Möglichkeit, Spionagetechniken selbst auszuprobieren.
Die Ausstellung beinhaltet folgende thematische Schwerpunkte:
1. Die Geschichte der Spionage von der Antike bis in die Neuzeit
2. Erster Weltkrieg
3. Zweiter Weltkrieg
4. Kryptologie
5. Kalter Krieg (Nachrichtendienste in Ost- und Westdeutschland)
6. Agentenausstattung
7. Tote Briefkästen und Container
8. Abhöreinrichtungen
9. Reproduktionsgeräte
10. Kameraverstecke
11. Spionagekameras
12. Tiere als Spione
13. Verschwörungstheorien und Spionage
14. Glienicker Brücke (Agentenaustausch)
15. Nachrichtendienste und Liebe („Honigfallen“)
16. Waffen und Gift
17. Spionage in der Fiktion
18. Doppelagenten
19. Nachrichtendienstoperationen
20. Spionage in Gegenwart und Zukunft

Hinzu kommen folgende Installationen:
- Spywatch (simulierte Überwachung im Eingangsbereich)
- Agentenporträts
- Zeitzeugenstelen (hängende Elemente mit Zeitzeugeninterviews)
- Lügendetektor
- Tresor knacken
- Alte Verschlüsselungstechniken (Skytale, Chiffrierscheibe)
- Interaktive Nachrichtenverschlüsselungsstation
- Passwort-Hacker
- Observations-Trabant (Fahrzeug mit Infrarotkamera)
- Morsestation
- Modell der Glienicker Brücke
- Spy Map (digitale Karte zur Verortung von Spionagetätigkeiten in Berlin während des Kalten Krieges)
- Laserparcours (ein aus Laserstrahlen bestehender Hindernisparcours)
- Wanzensuche
- Geheimschrift-Labor
- Hacker-Station (Simulation von Webseiten-Hacks)
- Kugelbahn (interaktive Installation zur Auswertung von Big Data)

Im Ausgangsbereich befinden sich ein Shop, ein Café und ein Kino.

## Geschichte/Entstehung

Außenansicht

Nach zwölf Jahren der Planung, Entwicklung und Konzeption durch den Gründer Franz-Michael Günther wurde das Spionagemuseum Berlin im öffentlichen Gebäude am Leipziger Platz am 19. September 2015 eröffnet. Nach Insolvenz der Betreiberfirma Welt der Spione GmbH  im April 2016 wurde das Museum schließlich im Juli 2016 durch eine neue Betreiberfirma unter Leitung von Robert Rückel, Gründer des DDR-Museums Berlin, übernommen und in Deutsches Spionagemuseum umbenannt. 2018 wurde damit begonnen, die Dauerausstellung vollständig zu überarbeiten und neue interaktive Installationen, seltene Exponate und Medieninhalte hinzuzufügen. Am 14. August 2019 empfing das Museum seinen ein-millionsten Besucher. Die Überarbeitung der Ausstellung wurde im November 2019 abgeschlossen. Insgesamt verfügt das Museum nun über mehr als 30 interaktive Installationen. 2020 wurde das Deutsche Spionagemuseum für den European Museum of the Year Award nominiert.

## Besucherentwicklung
Im Jahr 2019 verzeichneten die Betreiber bereits einen Besucherrekord von 417.000 Personen. Die Corona-Pandemie ab dem Jahr 2020 führte zum vorübergehenden Schließen, erst ab 2022 wurde das Museum wieder für Besucher geöffnet. Im Jahr 2023 wurde mit rund 441.000 Gästen ein neuer Rekord erreicht.